# Andokides (mówca)
Andokides z Kydathenaj (ur. ok. 440 p.n.e, zm. 390 p.n.e) – grecki mówca zaliczony do kanonu dziesięciu mówców attyckich.

## Życiorys
Skazany na wygnanie w 415 p.n.e, powrócił do Aten po ogłoszeniu powszechnej amnestii w 402 p.n.e. Podczas wojny korynckiej 392/391 p.n.e. uczestniczył w ateńsko-spartańskich rokowaniach pokojowych. Wkrótce po wojnie opuścił Ateny i ostatecznie zmarł na obczyźnie. 
Nie odegrał większej roli politycznej i literackiej; choć zaznajomiony z regułami retoryki, był drugorzędnym mówcą. Pisał stylem prostym, bez ozdób, mowy jego uchodziły jednak za wzór czystego języka attyckiego.

## Mowy
- O własnym powrocie (Peri tes hesutu kathodu) 407 p.n.e. – dowodzi, że został wygnany niesłusznie.
- O misteriach (Peri ton mysterion) 399 p.n.e. – broni się przed zarzutem bezprawnego udziału w misteriach eleuzyńskich.
- O pokoju z Lacedemończykami (Lakedaimonius eirenes) 391 p.n.e. – zachęca do zawarcia pokoju ze Spartą.
- Przeciw Alkibiadesowi (Kata Alkobiadus)
- Do towarzysza (Pros tus hatairus) – z ok. 420 p.n.e.[1]